# DaxibotulinumtoxinA
A DaxibotulinumtoxinA, vendida sob a marca Daxxify, é um medicamento usado para tratar rugas existentes entre as sobrancelhas. Também pode ser administrado para distonia cervical. É aplicado por meio de injeção intramuscular. Os efeitos podem durar até 6 meses.
Efeitos colaterais comuns incluem cefaleia, ptose palpebral e dificuldade para realizar movimentos faciais simples. Outros efeitos colaterais podem incluir dificuldades de deglutição ou de respiração. É uma toxina botulínica A que inibe a liberação de acetilcolina e é um agente bloqueador neuromuscular.
A DaxibotulinumtoxinA foi aprovada para uso médico nos Estados Unidos em 2022. É um concorrente comercial do Botox.